# Patera de Fedosova
Fedosova Patera
Pour les articles homonymes, voir Fedosova.
La patera de Fedosova (désignation internationale : Fedosova Patera) est une patera située sur Vénus dans le quadrangle de Nemesis Tesserae. Elle a été nommée en référence à Irina Fedosova, poétesse folklorique russe (1831–1899). Auparavant le cratère Fedosova.